# Dębogórze
 Dębogórze  (deutsch Eichenberg; kaschubisch Dãbògòrzé) ist ein Dorf in der Landgemeinde Kosakowo im Kreis Puck in der polnischen Woiwodschaft Pommern.

## Geographische Lage und Verkehrsanbindung
Das Dorf liegt westlich von Kosakowo in der Mitte der Landgemeinde Kosakowo. Die Droga wojewódzka 100 verläuft unweit nördlich.